# 奈良ビブレ
奈良ビブレ（ならビブレ）は奈良県奈良市小西町においてイオンリテール株式会社（旧・株式会社マイカル）が運営していた商業施設。
2013年（平成25年）1月20日に閉店した。

## 概要
小西通商店街とやすらぎの道の間に面した立地にある店舗で、1968年（昭和43年）11月にオープンした総合スーパーのニチイ奈良店（ニチイ奈良ショッピングデパート）が前身。
1990年（平成2年）6月に業態転換して奈良ビブレとなり、若い女性を狙った若者中心のファッション文化の中心として親しまれた。
その後、2012年（平成24年）7月18日、奈良ビブレが閉店することがイオンリテールによって明らかにされた。
イオンモールや大阪などの都市部の百貨店との競合激化により、ピーク時に比べて売上が4分の1に低迷し、テナントも開店当初の約50店から33店に減少していた。
閉店に向け、土地と建物は2012年（平成24年）9月19日にイオンリテール・損害保険ジャパン・日本生命保険3社から浅川ハーベストビルに売却された。
そして、予定通り2013年（平成25年）1月20日に閉店。
浅川ハーベストビルは同年2-8月に建物を解体した後、マンション建設を行う企業に土地を売却する方向で計画を進めている。

## 主なテナント
- 啓林堂書店（地下1階）- 当初3階にあったが、大型書店を運営する大垣書店と業務提携し、2009年（平成21年）11月27日に増床リニューアルオープンした[14]。
- コナミスポーツクラブ（地下1階[7]）
- メガネの三城（4階）
- セリア（4階）